# 412 aC
El 412 aC va ser un any equivalent a l'any 342 ab urbe condita del calendari romà que pertany a l'edat antiga.

## Esdeveniments
- Eurípides escriu Electra (data probable).[1]
- Hieramenes, Tisafernes i els fills de Farnabazos II signen el tercer tractat entre Esparta i Pèrsia.[2]
- Clazòmenes, juntament amb les ciutats de Milet, Èritres, Ténedos i altres i l'illa de Quios es van revoltar contra Atenes. Clazòmenes es va rendir el mateix any.[3]
- Diocles va prendre el poder i va instaurar mesures democràtiques a Siracusa, elaborant un nou codi de lleis amb ajuda de diversos nomotetes.[4]
- Quint Fabi Vibulà Ambust i Gai Furi Pàcil són elegits cònsols a Roma.[5]

## Naixements
- Diògenes de Sinope, filòsof cínic (data probable)[6]